# Santa Maria d'Horta
Santa Maria d'Horta és l'església parroquial del terme d'Horta (Avinyó), protegida com a bé cultural d'interès local.
El territori de Santa Maria d'Horta o Horta, va ser un municipi des del 29 d'abril de 1636, que se separa del municipi d'Artés,fins al 25/12/1845,que passa a formar part del municipi d'Avinyó.

## Descripció
És una església de tres naus de petites proporcions, la central és coberta amb volta de canó rebaixada i les laterals amb volta de creueria en els seus dos trams. L'interior de l'església és totalment arrebossat i reprodueix una decoració típicament neoclàssica. La porta actual és al mur de ponent i és un element més de les múltiples modificacions que afectaren l'edifici romànic primitiu. Aquesta porta fou refeta l'any 1863. A llevant i a tramuntana l'església es confon amb les dependències de la gran masia annexa construïda al segle xvii (1640) i, el cementiri. L'absis semicircular decorat amb arcuacions llombardes només és visible des de la rectoria. Les capelles laterals són obra del segle xvii (entre 1686 i 1691).

## Història
L'església de Santa Maria d'Horta està situada dins l'antic terme del castell d'Artés al lloc d'Horta; tant el lloc com l'església són esmentats ja al segle xii (1154) i l'església va tenir funcions parroquials que avui encara conserva. Al segle xvii fou totalment remodelada, es va ampliar afegint-hi capelles laterals (1686 i 1691), el campanar i ja al segle xix la nova façana.